# Phaeosphaeria ovei
Phaeosphaeria ovei är en svampart som tillhör divisionen sporsäcksvampar, och som beskrevs av Robert Alan Shoemaker och C.E. Babcock. Phaeosphaeria ovei ingår i släktet Phaeosphaeria, och familjen Phaeosphaeriaceae. Arten är reproducerande i Sverige.